# Stentjärnen (Torps socken, Medelpad, 691146-152657)
Stentjärnen är en sjö i Ånge kommun i Medelpad och ingår i Ljungans huvudavrinningsområde. Sjöns area är 0,036 kvadratkilometer och den befinner sig 415 meter över havet.